# Allgemeiner Schnauferl-Club

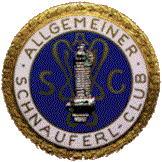
Logo des ASC

Der Allgemeine Schnauferl-Club e. V. (ASC) wurde am 25. Mai 1900 in Nürnberg gegründet. Derzeit hat der ASC etwa 1500 Mitglieder und beschäftigt sich mit der Pflege und Tradition rund um Oldtimer-Fahrzeuge. Der ASC ist Mitbegründer und Mitglied des Oldtimer-Weltverbandes Fédération Internationale des Véhicules Anciens (FIVA).

## Organisation und Struktur
Das Präsidium ist überregional tätig und vertritt den Club nach außen. Intern ist der ASC in 15 eigenständigen Landesgruppen organisiert. Jede Landesgruppe hat ein eigenes Präsidium. Das Präsidium des ASC und die Präsidenten der Landesgruppen bilden das „Erweiterte Präsidium“.

## Geschichte

### Gründung
Die Idee zur Gründung entstand anlässlich eines Besuchs von fünf Automobilisten am 25. Mai 1900 bei der Rheinischen Gasmotoren-Fabrik Benz bei einem Spargelessen. Bei der vom Fränkischen Automobil-Club organisierten Allgemeinen Motorfahrzeug-Ausstellung in Nürnberg riefen 18 Automobilpioniere am 18. Juni 1900 den Intern. Auto-Spargel-Club ins Leben. Das Spargel im Clubnamen wurde kurz danach durch den Begriff Schnauferl ausgetauscht. Das Spargel-Symbol im Clubwappen wurde 1901 durch einen De Dion-Bouton-Einzylindermotor ersetzt. Als Präsident wurde Gustav Braunbeck ernannt.
Der Club sollte keine Klassenunterschiede unter den Automobilisten kennen, keine Ansprüche stellen, Geselligkeit und Kameradschaft pflegen. Besonderen Ausdruck fand dieses in der Anrede Schnauferlbruder (SB) und Ehrenschnauferlbruder. Der Club verstand sich als eine gesellige Vereinigung von Automobilisten.
In den Gründerjahren spielte sich das gesellschaftliche Leben des ASC in Berlin und München ab. In den 1920er Jahren bildeten sich als erste regionale Landesgruppen 1927 die Landesgruppe Köln sowie die Sektion Mannheim und Baden-Pfalz. 1938 kamen die Landesgruppen Baden-Saar-Pfalz-Hessen, Berlin-Brandenburg und Hamburg hinzu.
Der Zulauf an prominenten Automobilisten, Fabrikanten, Adligen und Motorsportlern war in der Zeit bis zum Beginn des Zweiten Weltkrieges enorm. Der ASC zählte am 13. Oktober 1901 auf der ersten Hauptversammlung 120 Mitglieder. Die Berliner Morgenpost schrieb 1902: „Jedenfalls ist er [Anmerkung: der ASC] zur Zeit der eigenartigste und interessanteste Automobilclub, der existiert“. Da in den Gründerjahren keine festen Vereinsörtlichkeiten existierten, trafen sich die Mitglieder am Austragungsort automobilistischer Ereignisse. Daher auch die Präsenz des ASC bei allen größeren automobilen Sportveranstaltungen und Ausstellungen. 1906 waren bereits 550 Mitglieder im ASC organisiert. Der jährliche Mitgliedsbeitrag für Inlandsmitglieder betrug 25 Mark bzw. 50 Mark für ausländische Mitglieder.
Das wohl prominenteste Mitglied war bis zu seinem Tode 1929 Ehrenschnauferlbruder Carl Friedrich Benz. In einer Sitzung des ASC am 12. Mai 1901, anlässlich der Wettfahrt Mannheim-Pforzheim-Mannheim, taucht sein Name erstmals im Sitzungsbuch auf. Seine Frau Bertha sowie seine Söhne Eugen und Richard waren ebenfalls zugegen. Eugen und Richard  Benz waren – bis zu ihrem Ableben in den 1950er Jahren – aktiv am Clubleben beteiligt.

### Impulse für die Automobilisierung
Kurz nach der Gründung veranstaltete dieser ein Preisausschreiben, welches einen deutschen Namen für das neue, mit einem Motor versehen Gefährt suchte. Sieger wurde der Vorschlag „Aut“ für Automobil sowie den Ableitungen „Autler“ und „auteln“.
Sir Hubert Ritter von Herkomer stiftete die Herkomer-Konkurrenzen von 1905, 1906 und 1907. Diese Zuverlässigkeitsprüfungen für Tourenwagen waren der auslösende Impuls für den heutigen modernen Rallyesport. Es ging ihm darum, „einen möglichst praktischen und zuverlässigen Tourenwagen zu züchten“. Prinz Heinrich von Preußen setzte mit der Prinz-Heinrich-Fahrt als Zuverlässigkeitsfahrt von 1908 bis 1911 die Tradition der Herkomer-Konkurrenzen fort.
Einen wichtigen Beitrag für das Ansehen des Automobils in Deutschland leistete das ASC Mitglied Oberleutnant Hans Koeppen 1908 als Teilnehmer der New York – Paris Fahrt. Er erreichte nach über 5 Monaten mit seinem Protos Wagen als erster Paris. Der Sieg wurde ihm aberkannt, da er seinen Wagen einen Teil der Strecke per Bahn transportiert hatte.

### Die Zeit zwischen den Kriegen
Die Aktivitäten ruhten in den Jahren des Ersten Weltkrieges von 1914 bis 1918 weitgehend. Trotz der hohen Mitgliederverluste konnte das 20-jährige Bestehen des ASC am 4. Dezember 1920 mit 118 Mitgliedern in Berlin gefeiert werden. Bereits im September 1921 konnte der Club in Berlin anlässlich der ersten Automobilausstellung nach dem Krieg, bei der nur deutsche Produkte gezeigt wurden, wieder in die Öffentlichkeit treten.
Im Rahmen der ersten Deutschen Verkehrsausstellung in München organisierte 1925 der ASC einen Korso historischer Automobile. Die Deutsche Allgemeine Zeitung schrieb: „… mehr als 100.000 – säumten am 12. Juli 1925 dicht gedrängt die Straßen rund um die nördliche Theresienwiese, als der Allgemeine Schnauferl-Club sein Silbernes Jubiläum mit einem einzigartigen Festzug zu Füßen der Bavaria feierte.“ Der Korso wurde von 14 Benz und 6 Daimler Wagen angeführt. Umjubelter Mittelpunkt der Veranstaltung waren Ehrenschnauferlbruder Carl Friedrich Benz, seine Frau Bertha und die Söhne Richard und Eugen. Sein Sohn Eugen chauffierte ihn im Victoria von 1893 im historischen Korso. Am Rande der Veranstaltung bewegte der 82-Jährige noch einmal das originale motorisierte Dreirad von 1886. Er hatte dieses bereits 1906 dem Deutschen Museum in München vermacht.
Am 24. Juli 1933 begann unter den Nationalsozialisten die Gleichschaltung aller Deutschen Automobil Clubs zur Einheitsfront der Deutschen Kraftfahrt und endgültigen am 27. September 1933 zum Der Deutsche Automobil-Club. Die größten der gleichgeschalteten Clubs waren: der Allgemeine Deutsche Automobil-Club (ADAC), Automobilclub von Deutschland (AvD), der Deutsche Touring Club und der Nationale Deutsche Automobilklub. Als einziger Automobil Club blieb der ASC von der Gleichschaltung verschont und behielt seine Selbständigkeit. Das Clubleben reduzierte sich in dieser Zeit und kam mit dem Ausbruch des Zweiten Weltkrieges fast gänzlich zum Erliegen.

### Die Jahre nach dem Zweiten Weltkrieg
Einige der gleichgeschalteten Automobilclubs werden wieder gegründet. 1946 der Allgemeine Deutsche Automobil-Club (ADAC) und 1948 der Automobilclub von Deutschland (AvD). Der ASC wird, er hatte nie aufgehört zu bestehen, am 17. Juni 1949 durch die Traditionslandesgruppe Baden-Pfalz-Hessen reaktiviert.
Es folgen 1949 die Landesgruppen Berlin, Hansestädte und Schleswig-Holstein und Rheinland-Westfalen. Die erste Generalversammlung des ASC nach dem Zweiten Weltkrieg findet am 14. Mai 1950 in Mannheim statt. Eine Neufassung der Satzung machte den Club zum eingetragenen Verein (e. V.). Auszug aus der Satzung: „… Pflege der Tradition des Automobilwesens, Förderung des Kraftverkehrs und kraftfahrsportlicher Veranstaltungen …“. Weitere Neugründungen von Landesgruppen erfolgen: Nordbayern 1952, Südbayern 1953, Niedersachsen 1958, 1968 Westfalen und Rheinland, Westfalen Süd 1969 und 1974 Rhein-Ruhr.
Mit der Wiederbelebung der Schnauferl-Bälle und mit der I. Deutschen Veteran Car Rallye 1956 tritt der ASC auch gesellschaftlich und sportlich wieder in Erscheinung. Die jährlichen ASC Oldtimer Rallyes erhalten ab 1962 die bis heute gültige Bezeichnung Deutsche Schnauferl Rallye. Diese werden wechselseitig von einer Landesgruppe ausgerichtet. Hatte sich bis zu diesem Zeitpunkt der ASC als „Gesellige Autler-Vereinigung“ verstanden, trat nun der Gedanke der Traditionspflege und die Förderung der Veteranenfahrzeuge (Oldtimer) in den Vordergrund.
1966 wurde die Geschäftsstelle des ASC in das neu erbaute Ernst Wilhelm Sachs Haus im Motodrom des Hockenheimrings verlegt. Es sollte ein internationales Schnauferlzentrum als Treffpunkt der europäischen Oldtimerfahrer entstehen. Bereits 1969 verzichtete der ASC auf Grund der örtlichen Abgelegenheit auf diesen Geschäftsstellenstandort.

### Schnauferl-Bälle
Gesellschaftlicher Höhepunkte des Clublebens waren die vom ASC ausgerichteten Schnauferl-Bälle. Im Rahmen der 9. Internationalen Automobil-Ausstellung (IAA) in Berlin fand am 7. Februar 1906 in der Kroll-Oper (Neues Kgl. Opern-Theater) der 1. Deutsche Automobil-Ball statt. Die Schnauferl-Bälle wurden bis zum Zweiten Weltkrieg fortgeführt. Am 24. September 1955 fand in der Kongresshalle Frankfurt am Main anlässlich der 37. IAA der erste Schnauferl-Ball nach dem Zweiten Weltkrieg statt. Mitveranstalter waren der Allgemeine Deutsche Automobil-Club (ADAC) und der Automobilclub von Deutschland (AvD). Im Rhythmus von zwei Jahren wurden weitere Schnauferl-Bälle während der IAA durchgeführt. In den 1960er Jahren richtete der ASC die Bälle wieder in Eigenregie aus. Der Ausrichtungsort war ab 1965 das Zoo-Gesellschaftshaus in Frankfurt und ab 1967 im Festsaal der Hotel Frankfurt Intercontinental. Zur Erhöhung der Exklusivität mit ausschließlich persönlichen Einladungen als „Ball der Automobilindustrie“. In den späten 1970er Jahren wurden die Schnauferl-Bälle aus wirtschaftlichen Gründen eingestellt.

### Wiedervereinigung und Neuorientierung
1998 wurde die Landesgruppe Sachsen/Sachsen-Anhalt neu gegründet, 2008 erfolgte die Gründung der Landesgruppe Hammonia im Raum Hamburg. Die ebenfalls 2008 im Süden als 14. Landesgruppe gegründete LG Württemberg-Hohenzollern verfügt seit Frühjahr 2019 mit der Bezirksgruppe Lech-Arlberg über die erste Gruppe jenseits der Grenzen. Seit 2001 ist es Frauen möglich, als Schnauferldame (SD) die Mitgliedschaft zu erwerben.

## Das Schnauferl – Clubzeitschrift
Ab 1901 wurde von der Braunbeckschen Verlagsgesellschaft das Witzblatt „Das Schnauferl – Fliegende Blätter für Autler Humor“ herausgegeben. Ab April 1902 wurde die weiter gefasste Formulierung „... für Sport Humor“ gewählt. Weitere Versuche, eine ASC Clubzeitschrift herauszugeben, scheiterten wirtschaftlich.
Erst 1953 wurde die Clubzeitschrift Das Schnauferl vom Verlag Automobil-Revue, Inhaber Direktor August Christ, Frankfurt a. Main herausgegeben. Der Vertrag mit dem in August Christ und Sohn KG umfirmierten Verlag lief bis 1975. Von 1973 bis 1975 war die ASC-Zeitung als Beiblatt der Deutschen Automobil Revue vom A. Christ Zeitschriftenverlag beigeheftet. Von 1975 bis 1985 war eine Nachrichtenseite des ASC in den Publikationen Automobil Chronik und später Automobil und Motorrad Chronik des Schrader Verlag abgedruckt. 1985 wurde die Motor Klassik offizielle Clubzeitschrift mit dem „Schnauferl“ als Schwarz-Weiß gedrucktes Beilagenblatt. Seit 2003 erscheint Das Schnauferl als eigenständige, farbig gestaltete Zeitschrift im Eigenverlag des ASC.

## Mitgliedschaft in Verbänden
Der ASC ist Mitbegründer und aktives Mitglied des Oldtimer Weltverbandes, der Fédération Internationale des Véhicules Anciens (FIVA). ASC-Präsident Kraft zu Hohenlohe-Langenburg war von 1983 bis 1996 Präsident der FIVA.

## Präsidenten
- 1900–1928: Gustav Braunbeck
- 1928–1932: Ernst Sachs
- 1932–1941: Willy Vogel
- 1942–19xx: Hermann Lucke
- 1949–1954: Carl Werner
- 1955–1960: Hanns-Georg Schoof[1][2]
- 1961–1966: Rudolf H. Mosting
- 1967–1980: Paul-Heinz Röhll
- 1981–1993: Kraft zu Hohenlohe-Langenburg
- 1993–1999: Berthold Rückwarth
- 1999–2008: Dieter Herrmann
- seit 2008: Uwe Brodbeck

## Prominente Mitglieder
- Carl Friedrich Benz (ESB): Erfinder des Automobils
- Adam von Opel: Automobilfabrikant
- Carl, Wilhelm, Heinrich und Fritz von Opel: Rennfahrer, Automobilfabrikanten
- August Horch: Konstrukteur, Begründer der Horch- und Audiwerke
- Edmund Rumpler: Automobilkonstrukteur
- Emil und Bernhard Stoewer: Automobilfabrikanten
- Ettore Bugatti: Automobilfabrikant
- Ernst Sachs: Begründer Präzisions-Kugellagerwerke Fichtel und Sachs
- Karl Fichtel: Begründer Präzisions-Kugellagerwerke Fichtel und Sachs
- Wilhelm Maybach: Konstrukteur, Automobilfabrikant
- Hans Gustav Röhr: Konstrukteur, Automobilfabrikant
- Carl Friedrich Wilhelm Borgward: Automobilfabrikant
- Felix Wankel: Konstrukteur des Wankelmotor
- Ferdinand Porsche: Automobilkonstrukteur
- Karl Slevogt: Automobilkonstrukteur
- Alfred Teves: Fabrikant
- Hans Bilstein: Fabrikant
- Heinz Nordhoff: Volkswagen-Generaldirektor
- Prinz Heinrich von Preußen (ESB): Rennfahrer
- Hans Koeppen: Teilnehmer New York – Paris Fahrt 1908 auf Protos
- Carl Jörns: Rennfahrer
- Fritz Erle: Rennfahrer
- Marcel Renault: Rennfahrer
- Rudolf Caracciola: Rennfahrer
- Hermann Lang: Rennfahrer
- Alfred Neubauer: Mercedes-Rennleiter
- Manfred von Brauchitsch: Rennfahrer
- Otto Julius Bierbaum: Schriftsteller
- Halwart Schrader: Journalist, Verleger
- Hubert Ritter von Herkomer: Modemaler, Initiator der Herkomer-Konkurrenzen
- Oskar von Miller: Gründer Deutsches Museum München
- Hugo Eckener: Zeppelin Pionier
- Kraft zu Hohenlohe-Langenburg: Präsident FIVA bis 1996
- Hans Herrmann: Rennfahrer
- Jochen Mass: Rennfahrer
- Walter Röhrl: Rallyeweltmeister
- Günter Barié: Manager in der Automobilindustrie